# يحيى الأمير
يحيى الأمير كاتب وإعلامي سعودي، ولد عام 1976م، يكتب في جريدة (عكاظ) السعودية، وقدّم العديد من البرامج التلفزيونية من بينها برنامج (النبأ العظيم)، وبرنامج (صاحب القرار). صدر له كتاب (أخرجوا الوطن من جزيرة العرب: أيام الإرهاب في السعودية).

## التعليم
- حاصل على درجة البكالوريوس في اللغة العربية - الأدب العربي من جامعة الإمام محمد بن سعود الإسلامية.
- حاصل على دبلوم في دراسات عليا في النقد.[2]

## العمل
- كتب في جريدة (الرياض)، وفي صحيفة (الوطن) السعودية.[7][8]
- كاتب في صحيفة (عكاظ).[9]

## برامج
قدّم العديد من البرامج التلفزيونية في القنوات السعودية العربية من أبرزها:
- برنامج (صاحب القرار) على القناة السعودية الأولى عام 2013م.[10]
- برنامج (يا هلا الليلة) على روتانا خليجية عام 2016م.[11]
- برنامج (النبأ العظيم) قراءة معاصرة للتنزيل الحكيم مع د. محمد شحرور على قناة روتانا خليجية عام 2017م.[12][13]
- برنامج (يا هلا المواجهة) على قناة روتانا خليجية عام 2017م.
- برنامج (لعلهم يعقلون) مع د. محمد شحرور على قناة (أبو ظبي) عام 2018م.[14]

## مؤلفات
(أخرجوا الوطن من جزيرة العرب: أيام الإرهاب في السعودية) صدر عن المركز الثقافي العربي عام 2007م.